# Чарльз Гарпер Беннетт

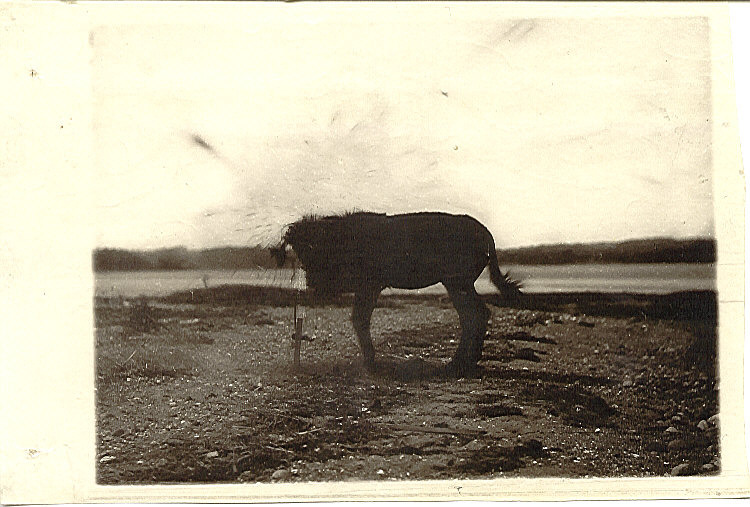
Мул продовжує стояти, коли його голову підривають динамітом, щоб продемонструвати швидкість фотографування на нових сухих желатинових пластинах Чарльза Беннетта. Фотографію, зроблену 6 червня 1881 року, опубліковано в Scientific American 24 вересня 1881 року.

Чарльз Гарпер Беннетт (1840, Лондон — 1927, Сіднеї) — англійський піонер фотографії.
Удосконалив желатиносрібний фотопроцес, який розробив Річард Ліч Меддокс: спершу 1873 року за допомогою затвердіння емульсії, зробив її стійкішою до тертя, а пізніше, 1878 року, Беннет виявив, що тривале нагрівання може значно підвищити чутливість емульсії. Ця підвищена чутливість уможливила знімання з витримкою 1/25 секунди, проклавши шлях до миттєвої фотографії.